# Mathilde de Montesquiou-Fézensac
Pour les autres membres de la famille, voir Famille de Montesquiou.
Mathilde de Montesquiou-Fézensac, noble française, épouse de l'organiste et compositeur Charles-Marie Widor, est née à Lorient (Morbihan), le 29 juillet 1883 et morte à Madaillan (Lot-et-Garonne), le 11 septembre 1960. Son histoire sert de trame à un roman rédigé par son cousin, l'écrivain Guy Augustin Marie Jean de Pérusse des Cars, plus connu sous le nom de Guy des Cars.

## Biographie

### Famille
Mathilde Marie Anne Élisabeth de Montesquiou-Fézensac est née le 29 juillet 1883, rue de Brest à Lorient, lieu dit Nouvelleville en Meurville dans le département du Morbihan. Elle est la fille unique du comte et officier de marine, Bertrand Pierre Anatole de Montesquiou-Fezensac. Il s'est marié le 24 août 1874 dans le 7e arrondissement de Paris avec Émilie Gabrielle Marie de Pérusse des Cars. En 1883, Bertrand de Montesquiou-Fézensac est capitaine de frégate et directeur des mouvements du port de Lorient. Il est nommé chevalier de la Légion d'honneur le 14 mars 1864, avant d'être promu officier le 5 juillet 1881 puis commandeur le 30 décembre 1898. Il termine sa brillante carrière en tant que contre-amiral le 31 mars 1894.
Émilie de Pérusse des Cars hérite en 1882 du château de Hauteville et de son domaine à Charchigné dans le département de la Mayenne. Sa mère, Mathilde de Pérusse des Cars née de Cossé-Brissac, est une cousine issue d'issus de germains du châtelain qui n'a pas de descendance : Charles Alexis du Hardas (1799-1873) et son épouse Mélanie Françoise Prudhomme de la Boussinière (1805-1882), légitimistes et partisans du comte de Chambord, le prétendant au trône de France sous le titre d'Henri V. Dans son testament en 1867, du Hardas « indique que ce legs fut motivé par l'amitié qu'il portait » à Artus de Cossé-Brissac (1790-1857) — l'arrière-grand-père de Mathilde de Montesquiou-Fézensac — « qui l'avait comblé de bontés, ce dont il lui était resté très reconnaissant ». Du Hardas et Cossé-Brissac étaient cousins, leur ancêtre commun étant François Pierre de La Forest d'Armaillé (1676-1743). La mère d'Artus de Cossé-Brissac était tante à la mode de Bretagne du père de Charles Alexis du Hardas.
Sa mère meurt de maladie à l'âge de 57 ans, en son château de Hauteville, le 1er mars 1901 et son père, l'année suivante, le 24 juillet 1902 à Paris dans son hôtel particulier du 7e arrondissement à l'âge de 65 ans. Il est inhumé aux côtés de son épouse à la chapelle de Hauteville dans le cimetière de Charchigné. Mathilde au jour du décès de ses parents, est alors mineure et elle est prise en charge par sa tante Hélène Standish, née de Pérusse des Cars, suivant les dispositions testamentaires légales. Hélène est l'épouse de Lord Henry Noailles Widdrington Standish of Standish, une très ancienne famille aristocratique britannique.

Galerie photographique
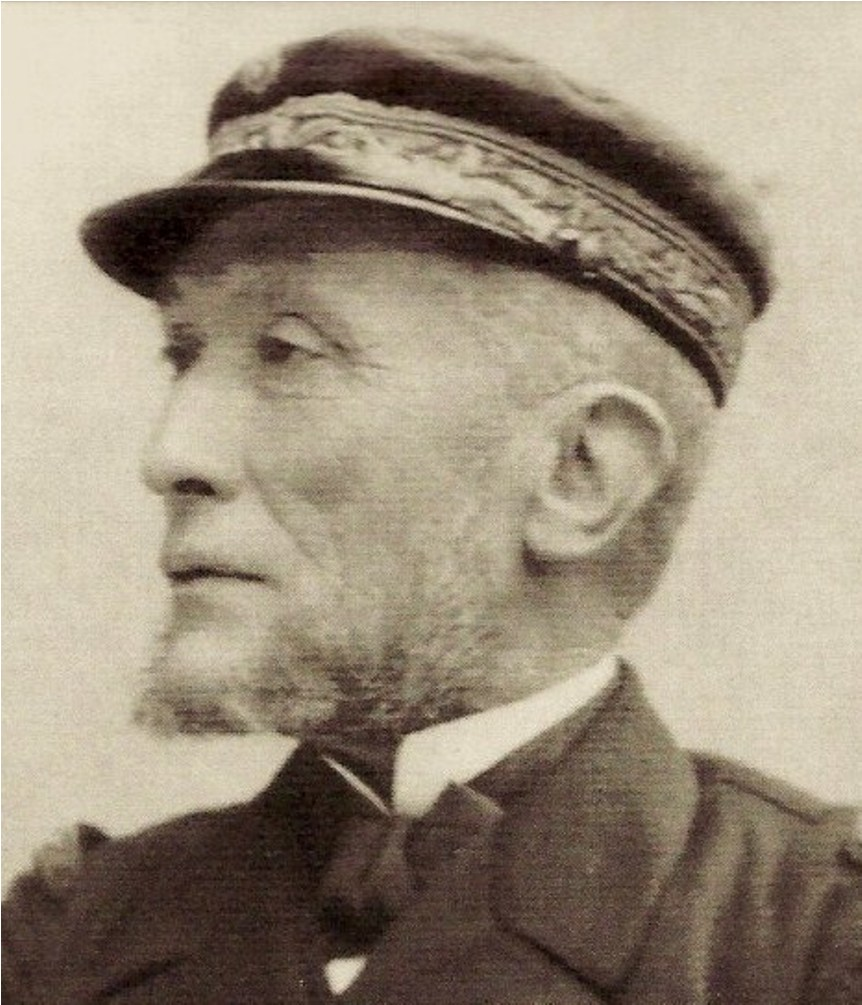
Le comte Bertrand de Montesquiou-Fézensac, officier de marine, son père.
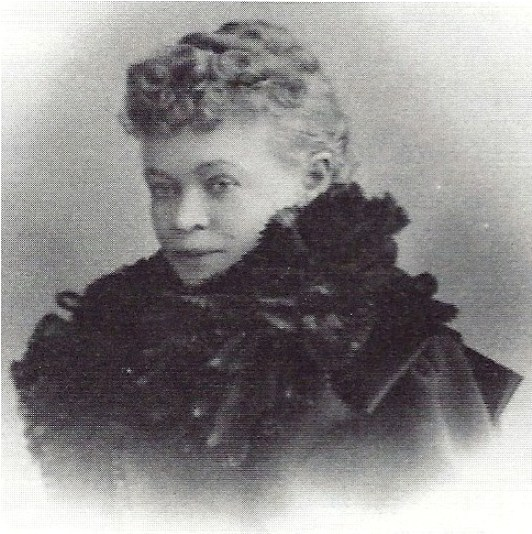
La comtesse Émilie de Pérusse des Cars, propriétaire du château de Hauteville, sa mère.
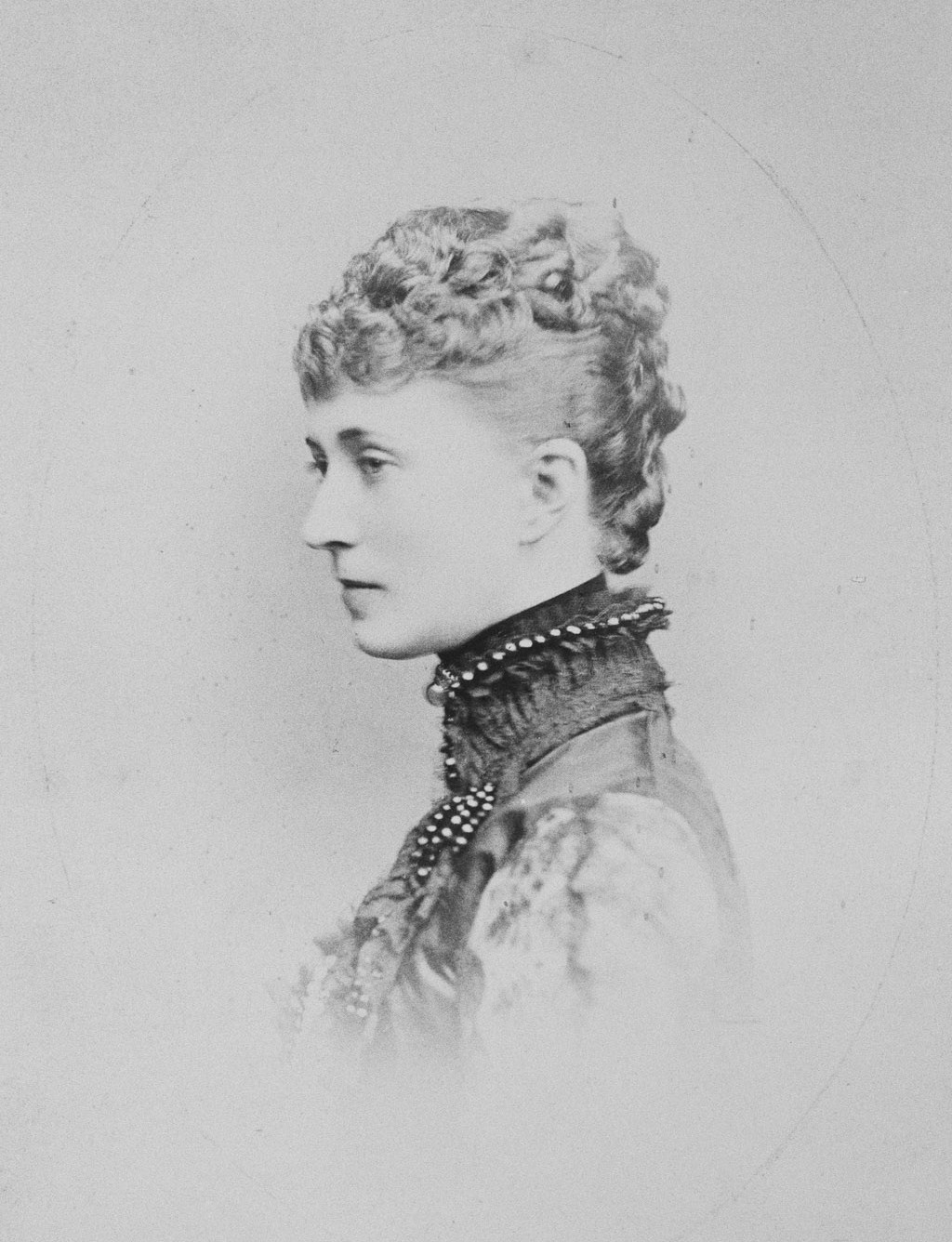
Lady Hélène Standish née de Pérusse des Cars, sa tante qui devient sa tutrice au décès des parents de Mathilde.
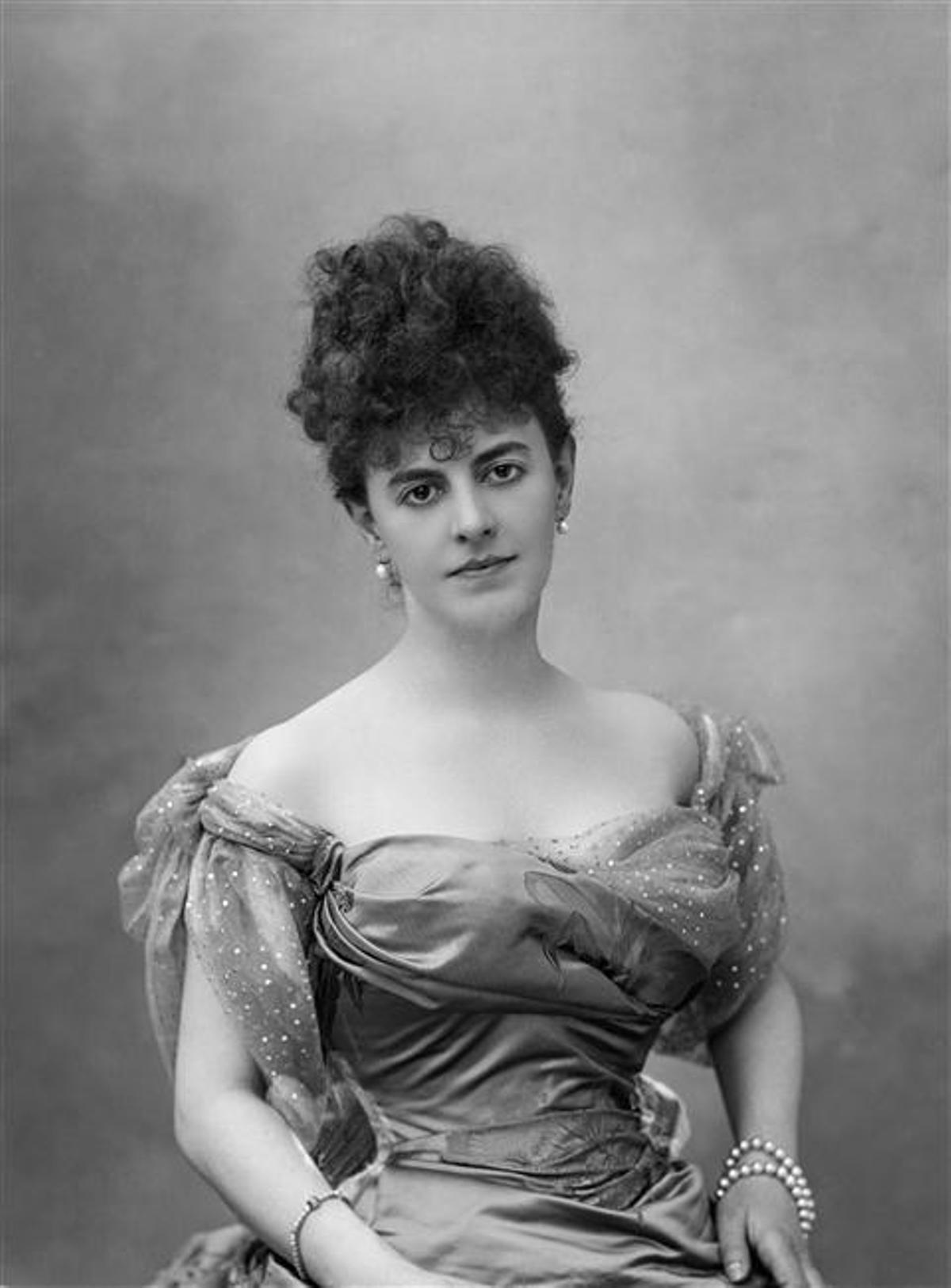
La comtesse Greffulhe, cousine de Mathilde et égérie de Marcel Proust avec Hélène Standish.

### Madame Widor

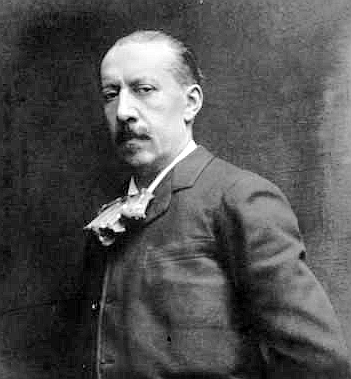
Charles-Marie Widor,
l'époux de Mathilde de Montesquiou-Fézensac.

Lady Standish accueille sa nièce et l'installe en son hôtel parisien au no 3 rue de Belloy dans le 16e arrondissement de Paris. Leur salon est l'un des plus réputés de la capitale avec celui de leur amie, la comtesse Élisabeth Greffulhe rue d'Astorg à Paris. Élisabeth Greffulhe est la fille de Marie Joséphine Anatole de  Montesquiou-Fézensac, nièce du contre-amiral Bertrand de Montesquiou-Fézensac et cousine de Mathilde.
Les hôtes les plus prestigieux de la maison Standish sont sans nul conteste le roi d'Angleterre Édouard VII et son épouse, la reine Alexandra de Danemark. Par le passé, le roi alors jeune prince de Galles n'était pas insensible au charme de Lady Standish. Les réceptions données en l'honneur des souverains enchantent la jeune Mathilde qui croise tant de personnalités et ne tarde pas à remarquer un autre invité de marque, le célèbre organiste et compositeur, Charles-Marie Widor. En pleine détresse à la suite de la disparition de ses parents, Mathilde se réfugie dans la musique et accompagne Lord et Lady Standish lors des concerts d'orgue de leur ami Widor. Et contre toute attente, une relation se noue d'abord amicale, entre cet homme de talent, mais de presque quarante ans l'aîné de Mathilde.
Marcel Proust fréquente également les salons mondains d'Hélène Standish et de la comtesse Greffulhe. La gouvernante de l'écrivain, Céleste Albaret, évoque Mathilde de Montesquiou-Fézensac :

« Je me rappelle… Pendant les deux dernières années, quand nous étions rue Hamelin, après avoir quitté le boulevard Haussmann, il y avait une dame du monde [Hélène Standish] qui avait son hôtel particulier juste au coin de la rue La Pérouse […] Cette dame avait été très belle et gardait une élégance très stricte […] M. Proust la connaissait pour l'avoir vue chez la comtesse Greffulhe, je crois, et avait été fasciné par sa mise. Elle avait une nièce qui vivait avec elle comme sa fille, parce qu'elle n'avait pas eu d'enfant, et cette nièce, me racontait M. Proust en riant, avait une telle admiration pour lui que, disait-elle, si elle ne parvenait pas à l'épouser, elle ne voyait qu'un autre homme avec qui se marier : le célèbre organiste Widor, qui était beaucoup plus âgé qu'elle. De fait, elle s'est mariée avec Widor, qui est venu partager l'hôtel particulier de la rue La Pérouse. »

Le 26 avril 1920, Mathilde épouse à 36 ans et en toute intimité, le compositeur Charles-Marie Widor âgé de 76 ans à la mairie de Charchigné. La cérémonie religieuse a lieu, sans faste particulier, le lendemain dans la chapelle du château de Hauteville. Un vin d'honneur et un lunch se déroulent dans le salon, décoré de glaces de Saint-Gobain.

### Le château de Hauteville
Sa tante Hélène Standish meurt à Paris, le 12 octobre 1933 et son époux décède également à Paris, le 12 mars 1937 à l'âge de 93 ans. Mathilde est désormais seule dans l'appartement qu'elle a hérité de sa tante au  no 3 rue Belloy dans le 16e arrondissement. Malgré une nombreuse domesticité, la solitude engendre la détresse. À la fin de cette année 1937, Mathilde se réfugie dans ce qu'il reste d'habitable au château de Hauteville. S'il ne reste rien des appartements du corps central, détruits par l'incendie accidentel du 13 novembre 1922, l'aile droite consolidée après le sinistre, est désormais le lieu d'habitation. Le mobilier qui a été sauvé est réinstallé dans cette partie de la propriété. Six personnes logent au château dont le régisseur et sa famille qui habitent dans les dépendances, épargnées par l'incendie. Auprès de Mathilde, veille sa dame de compagnie qui l'accompagne notamment lors de ses villégiatures en Suisse. Mais avec la déclaration de guerre en 1939 et l'invasion de la France par l'Allemagne nazie en 1940, Hauteville devient le refuge. Cette même année les deux femmes effectuent un voyage en Normandie et rencontrent une lointaine et jeune cousine de Mme Widor, religieuse de son état. Mathilde, fervente catholique, offre l'hospitalité à cette cousine qui ne tarde pas à abandonner le couvent et sa vocation pour une vie plus facile et aisée. Très vite cette ex-religieuse prend de l'ascendant sur sa généreuse bienfaitrice et la pousse à se séparer de sa dame de compagnie. Mathilde prend-elle conscience que sa fortune est l'objet de la convoitise de son hôte ou est-elle aveuglée à ce point par sa fragilité et le besoin de se sentir  « protégée » ?

### Le piège
La destinée en décide autrement. Vient la libération dans les deux sens du terme. Celle historique en 1944 et la délivrance de Mathilde par un coup du sort : sa cousine est atteinte d'un cancer. Mathilde engage une infirmière, Mme Dervo qui reste à demeure dans l'hôtel particulier de la rue de Belloy. Cette infirmière « si dévouée », reste jour et nuit auprès de la malade qui ne tarde pas à succomber.  La place est vacante pour Madame Dervo qui va tirer avantage de la situation et des opportunités qui s'offrent à elle. Toujours aussi versée dans la religion, Mathilde entreprend un pèlerinage à Lourdes avec sa nouvelle relation, Mme Dervo. Cette dernière présente alors un ami à Mathilde, l'abbé Labat-Bérot, prêtre « défroqué » et le piège se referme. Mme Widor est très vite influencée et ne tarde pas à tomber sous leur domination.
Nous sommes au début des années 1950 et la santé de Mathilde se dégrade : des troubles de la mémoire surviennent. La pression psychologique exercée par les deux garde-malades aggrave son état de santé défaillant et n'est pas sans conséquence sur une partie de ses facultés mentales. Le couple formé par l'ancien prêtre et l'infirmière œuvre dans l'ombre et s'érige en gardiens sous le fallacieux prétexte de protection. Ils prennent en main la direction des affaires et la gestion du patrimoine de leur victime. Une gestion plus que douteuse mais bénéfique pour les parasites ainsi en place. Ils éloignent Mathilde de sa famille, lui extorquent des signatures, organisent les ventes de biens à leur profit. Ainsi sont dispersés les immeubles et hôtels à Paris, la demeure en Suisse et les terres à Hauteville.  Les fermes du château sont cédées une par une, en l'espace de très peu d'années et les fermiers qui les exploitent, ont en général la possibilité de les acheter en 1960. La magnifique allée de hêtres n'échappe pas à cette liquidation et est abattue l'année suivante.

### La tragédie
Afin de s'assurer de leur totale emprise sur l'infortunée Mme Widor, les deux escrocs lui font acheter une demeure à Combelle sur la commune de Madaillan dans le département de Lot-et-Garonne. Meubles, tableaux, objets d'arts suivent le même chemin. Les derniers fidèles domestiques ne sont pas du voyage et Mathilde termine son existence dans la plus complète des solitudes. Des voisins témoignent que « Madame Widor semblait quelque peu séquestrée, qu'elle venait à la messe en l'église de Doulougnac toujours soutenue par l'abbé et sa gouvernante infirmière et que personne ne pouvait lui parler en tête-à-tète ».
Cependant, Mathilde reçoit chaque semaine la visite de son médecin qui ne constate pas de violence physique. Mais la contrainte morale est réelle puisque le prêtre Labat-Bérot devient le légataire universel de Mme Widor. Le 11 septembre 1960, s'éteint à l'âge de 77 ans et loin des siens, Mathilde de Montesquiou-Fézensac, veuve de Charles-Marie Widor et elle est inhumée près de Combelle. L'annonce de sa mort et l'ouverture de sa succession mettent en lumière les conditions de sa séquestration et les malversations du couple. Les héritiers naturels attaquent le testament et poursuivent en justice les escrocs. Le notaire de Lourdes, conseiller du couple machiavélique, est destitué pour fraude et complicité. La famille accepte un compromis et récupère une partie de l'héritage de Mathilde dont le château de Hauteville, du moins ses ruines. L'abbé Labat-Bérot conserve la maison de Combelle qu'il lègue au moment de son décès en avril 1964, à Mme Dervo. Celle-ci finit par la vendre avec tout son mobilier.
Après le procès, les proches de Mathilde vendent le château de Hauteville et ses dépendances au mois de mai 1964, aux fermiers qui cultivent sa terre, M. et  Mme Roger Bordelet. L'histoire de Mathilde connaît un dernier dénouement. Ses héritiers font exhumer son corps pour le transférer au cimetière de Montmartre à Paris. Puis ils décident une seconde exhumation à destination de sa dernière demeure : la chapelle de Hauteville dans le cimetière de Charchigné. Ses obsèques se déroulent en toute simplicité et Mathilde repose enfin en paix auprès de ses parents, de sa tante Hélène Standish et de ses ancêtres.

### Articles de l'encyclopédie
- Château de Hauteville à Charchigné
- Hélène Standish
- Bertrand de Montesquiou-Fézensac
- Charles-Marie Widor